# Лесли-Мелвилл, Джон, 12-й граф Ливен
Джон Дэвид Лесли-Мелвилл, 12-й граф Ливен (англ. John David Leslie-Melville, 12th Earl of Leven; 5 апреля 1886 — 11 июня 1913) — шотландский пэр, военный и банкир. Он носил титул учтивости — лорд Балгони с 1889 по 1906 год.

## Происхождение и образование
Родился 5 апреля 1886 года. Старший сын Рональда Лесли-Мелвилла, 11-го графа Левена (1835—1906), и достопочтенной Эммы Селины Портман (1863—1941) . Его отец был богатым землевладельцем и проживал во Холирудском дворце, когда был лордом-верховным комиссаром Шотландии.
Его дедушкой и бабушкой по отцовской линии были Джон Торнтон Лесли-Мелвилл, 9-й граф Левен (1786—1876), и София Торнтон (дочь экономиста и политика Генри Торнтона). Его дедушкой по материнской линии был Генри Портман, 2-й виконт Портман.
Он получил образование в Баллиол-колледже в Оксфорде, где охотился с гончими Бистера.

## Карьера
Лейтенант разведывательного полку Ловата в британской армии, шотландский пэр-представитель в Палате лордов Великобритании в 1910—1913 годах. Он также был членом лондонской банковской фирмы Frederick Huth & Co.
После смерти отца 21 августа 1906 года Джон Дэвид Лесли-Мелвилл унаследовал титулы 12-го графа Левена, 11-го графа Мелвилла, а также 11-го виконта Кирколди, 11-го лорда Рэйта, Монимейла и Балвири, 12-го лорда Мелвилла из Монимейла и 12-го лорда Балгони. Лорд Левен был обязан выплатить налог на наследство в размере 1 250 000 долларов за имение, что превышало 6 500 000 долларов. Как сообщается, «истощение имения настолько поразило его наследника, что он застраховал свою жизнь в пользу имения».

## Личная жизнь
27-летний лорд Левен скончался, неженатый, 11 июня 1913 года, «из-за травм, полученных на охоте» , то позже было определено как «несчастный случай». Его похороны состоялись в Шотландии, и его титулы перешли к его младшему брату Арчибальду. Налог на наследство в размере более 600 000 долларов был покрыт страховкой, оформленной при наследовании им титула.